# Стопичев, Владимир Иванович
Владимир Иванович Стопичев (род. 25 августа 1948, Новосибирск) — российский альтист и педагог.
Музыкальное образование получил в Специальной музыкальной школе, Ленинградской консерватории и в аспирантуре в классе профессора Ю. М. Крамарова.
В 1970—1991 — артист Заслуженного коллектива Республики симфонического оркестра Ленинградской филармонии под управлением Е. А. Мравинского и Ю. Темирканова. Лауреат I премии Международного конкурса альтистов ARD в Мюнхене (1971). С 1983 — альтист Государственного квартета им. С. И. Танеева. В составе квартета и как солист гастролировал в России и за рубежом.
Выступал в камерных ансамблях вместе с Б. Гутниковым, Б. Давидович, З. Броном, Ж.-Б. Помье, Э. Вирсаладзе, А. Рудиным, Л. Исакадзе, М. Гантваргом и др. Проводил мастер-классы в России, Южной Корее, США, Германии, Англии, Финляндии. Был членом жюри международных конкурсов в России, Белоруссии и Италии.
Преподаёт в Санкт-Петербургской консерватории, профессор. С 2010 — декан оркестрового факультета Санкт-Петербургской консерватории.
Заслуженный артист России (1996).